# Klaus Hoffmann (Produzent)

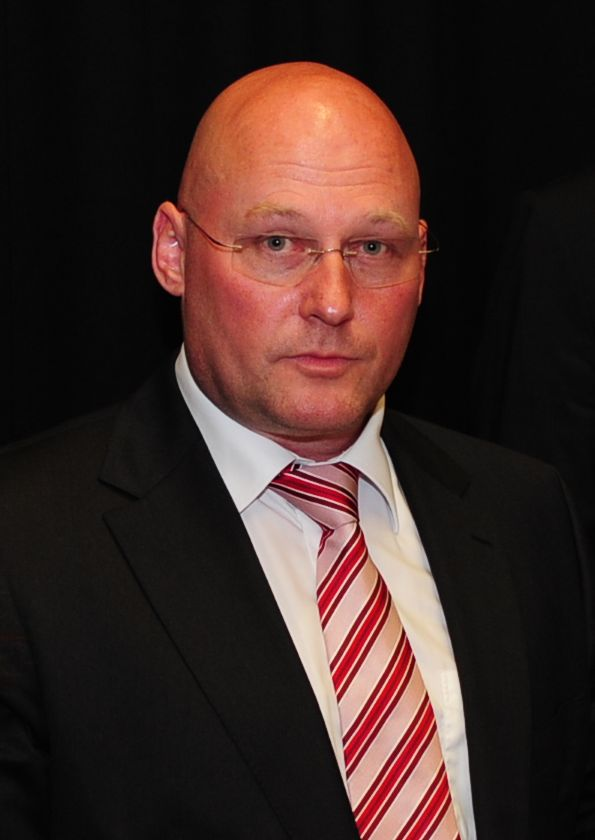
Klaus Hoffmann

Klaus Hoffmann (* 25. Juni 1963 in Saarbrücken) ist ein deutscher TV-Produzent, Sport- und Event-Manager.

## Leben
Der ursprünglich aus Saarlouis-Fraulautern stammende, 1963 geborene Klaus Hoffmann lebt seit 1997 mit seiner Frau und Tochter in dem 125 Einwohner zählenden Dorf Oberlimberg, Ortsteil von Wallerfangen (Saarland).
Hoffmann absolvierte eine handwerkliche Ausbildung bei der Dillinger Hütte. Seit 1990 ist er in fernsehtechnischen Dienstleistungen tätig. Er ist beispielsweise in den Bereichen Produktions- und Aufnahmeleitung, Regie-Assistenz sowie Redaktion und Live-Koordination bei nationalen und internationalen Sportereignissen tätig. Er übt zudem beratende Tätigkeiten bei Sportlern und sportnahen Personen sowie bei Fußballvereinen und kommunalen Verwaltungen aus. So kümmert er sich z. B. um Planung, Konzeption, Vorbereitung, sowie die Abwicklung von TV-Sendungen.
Er arbeitete für verschiedene Unternehmen, die in der Fernsehproduktion bei Sportveranstaltungen tätig sind. Als Mitarbeiter in der Bildtechnik, als Kameramann sowie als Projekt- und Produktionsleiter wurde er bei Veranstaltungen wie Tennis, Handball und anderen Sportarten engagiert. Bei Radsport-Ereignissen wie dem Giro d’Italia oder Motorsportveranstaltungen wie dem Super-Tourenwagen-Cup (STW) arbeitete Hoffmann hinter den Kulissen. Beim Kölner Fernsehsender RTL fungierte er Mitte der 1990er Jahre als Aufnahmeleiter während der Champions-League-Übertragungen, außerdem arbeitete Hoffmann für Sat1 bei Sportveranstaltungen sowie bei den Bundestagswahlen. Parallel dazu war er in den 1990er Jahren beim privaten TV-Sender Premiere als erster Aufnahmeleiter verantwortlich. Seit dieser Zeit ist er für die Live-Koordination bei den Top-Spielen der Bundesliga zuständig. Er war Regieassistent bei der WM 1998 in Frankreich, 2002 bei der WM in Japan und Südkorea, in 9 weltweit übertragenen Spielen. Bei der WM 2006 in Deutschland war er bei 26 Spielen anzutreffen.
Auch bei internationalen Titel-Boxkämpfen koordinierte Klaus Hoffmann die Live-Übertragungen fürs Fernsehen. 2009 veranstaltete er in Völklingen die internationale Box-Gala „Fäuste aus Stahl“ mit Ringsprecher Wolff-Christoph Fuss, die live bei Eurosport übertragen wurde. 2010 fungierte er in Südafrika neben seiner Tätigkeit für Sky auch als Weltmeisterschaftsreporter für Radio Salü. Er berichtete über die aktuellen Spiele und führte Interviews mit vor Ort anzutreffenden Persönlichkeiten. Im März 2011 veranstaltete er das Comeback-Konzert des Belcanto-Tenors Mario Andretti.

## Projekte
- Das Projekt „arbeitsraum“ des Fotografen Axl Klein zeigt Menschen aus dem Saarland in ihrem täglichen Arbeitsumfeld. Der Ansatz des Projektes ist nicht dokumentarisch. Die porträtierten Menschen werden nicht beim Ausüben ihrer Tätigkeit aufgenommen, sondern im Kontext ihres Arbeitsplatzes in Szene gesetzt.
- Soziales Engagement zeigt er bei Amref (bekannt unter Flying Doctors), bei der Aktion Kindertraum und beim Roten Keil.